# Danh sách di sản văn hóa Tây Ban Nha được quan tâm ở Alcúdia
Danh sách di sản văn hóa Tây Ban Nha được quan tâm ở Alcúdia.
| Tên                                              | Dạng                                   | Địa điểm                 | Tọa độ                                        | Số hồ sơ tham khảo? | Ngày nhận danh hiệu? | Hình ảnh                                                                 |
| ------------------------------------------------ | -------------------------------------- | ------------------------ | --------------------------------------------- | ------------------- | -------------------- | ------------------------------------------------------------------------ |
| Tháp canh chiến thắng                            | Di tích Kiến trúc quân sự              | Alcudia                  | 39°51′55″B 3°10′25″Đ / 39,865328°B 3,173586°Đ | RI-51-0008328       | 30-11-1993           | Upload image                                                             |
| Casal Can Domenech                               | Di tích                                | Alcudia                  | 39°51′06″B 3°07′16″Đ / 39,851781°B 3,121114°Đ | RI-51-0010539       | 07-03-2005           | Upload image                                                             |
| Đồi phòng thủ Son Simó (Morro des Penyal)        | Di tích Khảo cổ học                    | Alcudia                  | 39°48′53″B 3°03′41″Đ / 39,814772°B 3,061417°Đ | RI-51-0001723       | 10-09-1966           | Upload image                                                             |
| Alcúdia                                          | Lịch sử và nghệ thuật                  | Alcudia                  | 39°51′11″B 3°07′16″Đ / 39,853182°B 3,12123°Đ  | RI-53-0000175       | 20-07-1974           | Ciudad de Alcudia con el sector de la antigua "Pollentia" · Upload image |
| Quần thể tiền sử Biniatria (Es Pinar)            | Di tích Khảo cổ học                    | Alcudia                  | 39°48′57″B 3°04′36″Đ / 39,815863°B 3,076611°Đ | RI-51-0001693       | 10-09-1966           | Upload image                                                             |
| Quần thể tiền sử Oriolet                         | Di tích Khảo cổ học                    | Alcudia                  | 39°48′32″B 3°04′30″Đ / 39,809017°B 3,075084°Đ | RI-51-0001714       | 10-09-1966           | Upload image                                                             |
| Quần thể tiền sử Son Simó (Es Bosquet)           | Di tích Khảo cổ học                    | Alcudia                  | 39°49′09″B 3°03′14″Đ / 39,819281°B 3,053826°Đ | RI-51-0001721       | 10-09-1966           | Upload image                                                             |
| Construcción romana Sa Solada                    | Di tích Khảo cổ học                    | Alcudia                  | 39°50′50″B 3°07′36″Đ / 39,847175°B 3,126675°Đ | RI-51-0001718       | 10-09-1966           | Upload image                                                             |
| Construcciones romanas Camp d'en França          | Di tích Khảo cổ học                    | Alcudia                  | 39°50′59″B 3°07′22″Đ / 39,849801°B 3,122822°Đ | RI-51-0001696       | 10-09-1966           | Upload image                                                             |
| Cruz Cueva San Martín                            | Di tích Hành trình                     | Alcudia                  | 39°49′24″B 3°06′12″Đ / 39,823247°B 3,103221°Đ | RI-51-0010238       | 25-09-1998           | Upload image                                                             |
| Cruz Cổng Xara hay Cổng Muelle                   | Di tích Hành trình                     | Alcudia                  | 39°51′09″B 3°07′26″Đ / 39,852427°B 3,123803°Đ | RI-51-0010235       | 25-09-1998           | Upload image                                                             |
| Cruz Algarrobo hay Cruz Camino Cementerio        | Di tích Hành trình                     | Alcudia                  | 39°51′02″B 3°07′10″Đ / 39,850513°B 3,119358°Đ | RI-51-0010237       | 25-09-1998           | Upload image                                                             |
| Cruz Cementerio                                  | Di tích                                | Alcudia                  | 39°50′48″B 3°07′20″Đ / 39,846735°B 3,122145°Đ | RI-51-0010236       | 25-09-1998           | Upload image                                                             |
| Cruz Porcal Mallorca hay Cruz Palma              | Di tích Hành trình                     | Alcudia                  | 39°51′03″B 3°06′54″Đ / 39,850923°B 3,115057°Đ | RI-51-0010234       | 25-09-1998           | Upload image                                                             |
| Hang Manresa                                     | Di tích                                | Alcudia                  |                                               | RI-51-0001711       | 10-09-1966           | Upload image                                                             |
| Hang Tường thành Alcúdia                         | Di tích Khảo cổ học                    | Alcudia                  | 39°51′05″B 3°07′19″Đ / 39,851424°B 3,12189°Đ  | RI-51-0001713       | 10-09-1966           | Upload image                                                             |
| Hang s'Hort des Moro                             | Di tích Khảo cổ học                    | Alcudia                  |                                               | RI-51-0001709       | 10-09-1966           | Upload image                                                             |
| Hang Sa Coma                                     | Di tích Khảo cổ học                    | Alcudia                  |                                               | RI-51-0001704       | 10-09-1966           | Upload image                                                             |
| Hang Sa Cova                                     | Di tích Khảo cổ học                    | Alcudia                  | 39°51′43″B 3°07′45″Đ / 39,862019°B 3,12927°Đ  | RI-51-0001705       | 10-09-1966           | Upload image                                                             |
| Hang Sa Quintana                                 | Di tích Khảo cổ học                    | Alcudia                  |                                               | RI-51-0001715       | 10-09-1966           | Upload image                                                             |
| Hang San Martín                                  | Di tích Khảo cổ học                    | Alcudia                  | 39°49′27″B 3°06′15″Đ / 39,824041°B 3,104068°Đ | RI-51-0001717       | 10-09-1966           | Upload image                                                             |
| Hang molino Barcarés                             | Di tích Khảo cổ học                    | Alcudia                  |                                               | RI-51-0001712       | 10-09-1966           | Upload image                                                             |
| Habitación prehistórica Son Simó (Puig D`avall)  | Di tích                                | Alcudia                  | 39°48′26″B 3°03′41″Đ / 39,807114°B 3,06141°Đ  | RI-51-0001722       | 10-09-1966           | Upload image                                                             |
| Habitación prehistórica Son Siurana Baix         | Di tích Khảo cổ học                    | Alcudia                  |                                               | RI-51-0001724       | 10-09-1966           | Upload image                                                             |
| Victoria                                         | Di tích Kiến trúc quân sự              | Alcudia                  | 39°52′25″B 3°10′17″Đ / 39,873494°B 3,171443°Đ | RI-51-0008326       | 30-11-1993           | La Victoria · Upload image                                               |
| Manresa                                          | Di tích Kiến trúc quân sự              | Alcudia                  | 39°52′03″B 3°08′00″Đ / 39,867521°B 3,133284°Đ | RI-51-0008325       | 30-11-1993           | Upload image                                                             |
| Tường thành Alcudia                              | Khu phức hợp lịch sử Tường thànhs      | Alcudia                  | 39°51′12″B 3°07′17″Đ / 39,853388°B 3,121262°Đ | RI-53-0000037       | 17-01-1963           | Murallas de Alcudia · Upload image                                       |
| Nghĩa địa Ca l'amo ở Miguel (Es Cuitor)          | Di tích Khảo cổ học                    | Alcudia                  | 39°49′26″B 3°06′08″Đ / 39,823863°B 3,102093°Đ | RI-51-0001695       | 10-09-1966           | Upload image                                                             |
| Nghĩa địa Can Fanals                             | Di tích Khảo cổ học                    | Alcudia                  | 39°50′50″B 3°07′30″Đ / 39,847086°B 3,125038°Đ | RI-51-0001700       | 10-09-1966           | Upload image                                                             |
| Nghĩa địa Can Tous                               | Di tích Khảo cổ học                    | Alcudia                  |                                               | RI-51-0001697       | 10-09-1966           | Upload image                                                             |
| Nghĩa địa Can Troca                              | Di tích Khảo cổ học                    | Alcudia                  |                                               | RI-51-0001698       | 10-09-1966           | Upload image                                                             |
| Nghĩa địa Santa Ana                              | Di tích Khảo cổ học                    | Alcudia                  |                                               | RI-51-0001716       | 10-09-1966           | Upload image                                                             |
| Nghĩa địa Son Siurana Dalt (Es Fossaret)         | Di tích Khảo cổ học                    | Alcudia                  |                                               | RI-51-0001727       | 10-09-1966           | Upload image                                                             |
| Tàn tích tiền sử Algerrás (Pleta Des Gegant)     | Di tích Khảo cổ học                    | Alcudia                  | 39°51′19″B 3°09′17″Đ / 39,85516°B 3,15463°Đ   | RI-51-0001692       | 10-09-1966           | Upload image                                                             |
| Tàn tích tiền sử Biniatria (Es Puig)             | Di tích Khảo cổ học                    | Alcudia                  | 39°48′55″B 3°04′28″Đ / 39,815144°B 3,074519°Đ | RI-51-0001694       | 10-09-1966           | Upload image                                                             |
| Tàn tích tiền sử s'Hort Ca na Monja              | Di tích Khảo cổ học                    | Alcudia                  | 39°50′46″B 3°06′39″Đ / 39,8462°B 3,110893°Đ   | RI-51-0001707       | 10-09-1966           | Upload image                                                             |
| Tàn tích tiền sử Sa Talaia                       | Di tích Khảo cổ học                    | Alcudia                  | 39°48′43″B 3°02′15″Đ / 39,812079°B 3,037464°Đ | RI-51-0001728       | 10-09-1966           | Upload image                                                             |
| Tàn tích tiền sử Son Fe (Es Castellot)           | Di tích Khảo cổ học                    | Alcudia                  | 39°49′29″B 3°04′22″Đ / 39,824587°B 3,07276°Đ  | RI-51-0001719       | 10-09-1966           | Upload image                                                             |
| Tàn tích tiền sử Son Siurana Baix (Coma n'Angí)  | Di tích Khảo cổ học                    | Alcudia                  | 39°48′27″B 3°03′26″Đ / 39,807566°B 3,057322°Đ | RI-51-0001725       | 10-09-1966           | Upload image                                                             |
| Sont Rotger                                      | Di tích Kiến trúc quân sự              | Alcudia                  | 39°50′18″B 3°03′29″Đ / 39,838423°B 3,057991°Đ | RI-51-0008329       | 30-11-1993           | Upload image                                                             |
| Talayote Ca Na Bassera                           | Di tích Văn hóa talayótica             | Alcudia                  | 39°48′34″B 3°03′52″Đ / 39,809564°B 3,064337°Đ | RI-51-0001699       | 10-09-1966           | Upload image                                                             |
| Talayote Can Ferrer (Es Puig)                    | Di tích Khảo cổ học                    | Alcudia                  | 39°50′09″B 3°03′17″Đ / 39,835878°B 3,054778°Đ | RI-51-0001701       | 10-09-1966           | Upload image                                                             |
| Talayote Can Peroia (Ca Na Mariscala)            | Di tích Khảo cổ học                    | Alcudia                  | 39°51′16″B 3°04′16″Đ / 39,854439°B 3,071171°Đ | RI-51-0001702       | 10-09-1966           | Upload image                                                             |
| Talayote Can Seguer Vell                         | Di tích Khảo cổ học                    | Alcudia                  | 39°50′03″B 3°03′26″Đ / 39,834264°B 3,057348°Đ | RI-51-0001703       | 10-09-1966           | Upload image                                                             |
| Talayote s'Hort d'en Fanals                      | Di tích Khảo cổ học                    | Alcudia                  | 39°50′47″B 3°06′39″Đ / 39,84627°B 3,110889°Đ  | RI-51-0001708       | 10-09-1966           | Upload image                                                             |
| Talayote sa Figuera Rotja                        | Di tích Văn hóa talayótica             | Alcudia                  | 39°50′44″B 3°04′42″Đ / 39,845596°B 3,078409°Đ | RI-51-0001706       | 10-09-1966           | Upload image                                                             |
| Talayote Son Simó (Darrera Ses Cases)            | Di tích Khảo cổ học                    | Alcudia                  | 39°49′12″B 3°03′10″Đ / 39,820112°B 3,052662°Đ | RI-51-0001720       | 10-09-1966           | Upload image                                                             |
| Talayote Son Siurana Dalt (Es Fort des Templers) | Di tích Khảo cổ học                    | Alcudia                  | 39°48′39″B 3°02′51″Đ / 39,810724°B 3,047394°Đ | RI-51-0001726       | 10-09-1966           | Upload image                                                             |
| Talayote Vertaient (Es Turó)                     | Di tích Khảo cổ học                    | Alcudia                  | 39°50′39″B 3°05′06″Đ / 39,844239°B 3,085058°Đ | RI-51-0001729       | 10-09-1966           | Upload image                                                             |
| Teatro romano Pollentia                          | Di tích Teatro Roma Tình trạng: Ruinas | Alcudia                  | 39°50′48″B 3°07′35″Đ / 39,846703°B 3,126306°Đ | RI-51-0001439       | 17-01-1963           | Ruínas del Teatro Romano de Pollentia · Upload image                     |
| Tháp Mayor Alcanada                              | Di tích Kiến trúc quân sự              | Alcudia                  | 39°50′08″B 3°08′49″Đ / 39,835558°B 3,146899°Đ | RI-51-0008327       | 30-11-1993           | Torre Mayor de Alcanada · Upload image                                   |
| Khu vực dưới nước Đảo Alcanada                   | Di tích Yacimiento submarino           | Alcudia Isla de Alcanada | 39°50′07″B 3°10′15″Đ / 39,835386°B 3,170709°Đ | RI-51-0001710       | 10-09-1966           | Upload image                                                             |